# St Austell
St Austell (Limba cornică: Sen Ostell) este un oraș în comitatul Cornwall, regiunea South West, Anglia. Orașul se află în districtul Restormel a cărui reședință este. Cu o populație de peste 22.000 locuitori, este cel mai mare oraș din Cornwall, depășind reședința comitatului, Truro.